# Nicholas David Ionel
Nicholas David Ionel (n. 12 octombrie 2002, București, România) este un jucător român de tenis. Cea mai înaltă poziție în clasamentul ATP la simplu este locul 184 mondial, la 12 iunie 2023, iar la dublu locul 356,  la 24 aprilie 2023. În prezent este jucătorul român nr. 1.
David Ionel a câștigat titlul Australian Open 2020 la dublu băieți.. 
A primit un wildcard de calificare pentru a juca primul său turneu ATP la European Open 2020, unde l-a învins pe fostul nr. 36 mondial Yūichi Sugita în trei seturi. Cea mai importantă victorie în fața unui jucător din top 100, a fost în prima rundă a turneului challenger de la Montechiarugolo, Italia, în fața spaniolul Roberto Carballes Baena, ocupantul locului 91 mondial. Nicholas David Ionel reprezintă România în Cupa Davis.
Din 2018 se antrenează la Academia Mouratoglou din Sophia Antipolis.

## Cariera profesională

### 2022: Debut în top 250
Nicholas David Ionel a început sezonul ajungând în sferturile de finală de la turneul ITF M25 Monastir, Tunisia. O  lună mai târziu, a câștigat turneul ITF M15 Sharm ElSheikh din Egipt învingând în finală pe italianul Matteo Gigante în trei seturi. La dublu a câștigat Sharm ElSheikh alături de italianul Samuel Vincent Ruggeri după ce au învins în finală perechea italiană Daniele Capecchi și Luigi Sorrentino. În martie a câștigat turneul ITF pe zgură M15 Marrakech din Maroc ajungând pe locul 396 în clasamentul mondial. Cea mai importantă victorie în fața unui jucător din top 100, a fost în prima rundă a turneului challenger de la Montechiarugolo, Italia, în fața spaniolul Roberto Carballes Baena, ocupantul locului 91 mondial. La turneul M15 de la București, pe zgură, a ajuns în semifinale, iar la M25 Bacău în sferturi. A câștigat turneul M25 Pitești, învingând în finală pe argentinianul Juan Pablo Paz, turneul M25 Gaziantep din Turcia după ce l-a învins pe francezul Corentin Denolly în seturi consecutive.
La 7 noiembrie 2022 și-a făcut debutul în top 250, locul 241 mondial. Imediat după, Nicholas David Ionel a ajuns în sferturile de finală ale primei ediții a Matsuyama Challenger din Japonia.

## Rezultate

### Clasament ATP la sfârșitul anului
| An     | 2019 | 2020 | 2021 | 2022 | 2023 | 2024 |
| Simplu | 556  | 534  | 422  | 229  | 267  |      |
| Dublu  | 845  | 869  | 696  | 452  | 572  |      |

### Titluri de Mare Șlem la juniori

#### Dublu: 1 (1 titlu)
| Rezultat   | An   | Turneu          | Suprafață | Partener      | Adversari                     | Scor                   |
| ---------- | ---- | --------------- | --------- | ------------- | ----------------------------- | ---------------------- |
| Câștigător | 2020 | Australian Open | Dură      | Leandro Riedi | Mikołaj Lorens Kārlis Ozoliņš | 6–7(8–10), 7–5, [10–4] |

### Circuitul ITF și finale ATP Challenger

#### Simplu: 14 (9-5)
| Legendă (simplu)          |
| ------------------------- |
| ATP Challenger Tour (0–0) |
| Circuitul ITF (9-5)       |

| Titluri după suprafață |
| ---------------------- |
| Dură (2–1)             |
| Zgură (7–4)            |
| Iarbă (0–0)            |
| Covor (0–0)            |

| Rezultat | C–P | Dată     | Turneu                          | Tip               | Suprafață | Adversar              | Scor               |
| -------- | --- | -------- | ------------------------------- | ----------------- | --------- | --------------------- | ------------------ |
| Câștigat | 1–0 | sep 2019 | M15 Brașov, România             | World Tennis Tour | Zgură     | Oleksii Krutykh       | 7–5, 6–4           |
| Câștigat | 2–0 | sep 2019 | M15 Târgu Mureș, România        | World Tennis Tour | Zgură     | Juan Ignacio Galarza  | 6–7(1–7), 7–5, 6–4 |
| Câștigat | 3–0 | oct 2019 | M15 Tabarka, Tunisia            | World Tennis Tour | Zgură     | Manuel Pena Lopez     | 6–4, 7–5           |
| Câștigat | 4–0 | nov 2019 | M15 Tabarka, Tunisia            | World Tennis Tour | Zgură     | Andrea Picchione      | 6–4, 4–6, 6–4      |
| Câștigat | 5–0 | feb 2020 | M15 Heraklion, Grecia           | World Tennis Tour | Hard      | Jordan Correia        | 6–4, 4–6, 6–4      |
| Pierdut  | 5–1 | iul 2021 | M15 Esch-sur-Alzette, Luxemburg | World Tennis Tour | Zgură     | Patrick Kypson        | 6–4, 3–6, 5–7      |
| Pierdut  | 5–2 | oct 2021 | M15 Antalya, Turcia             | World Tennis Tour | Zgură     | Daniel Michalski      | 3-6, 4-6           |
| Pierdut  | 5–3 | nov 2021 | M15 Heraklion, Grecia           | World Tennis Tour | Dură      | Jack Pinnington Jones | 6–7(3–7), 1–6      |
| Câștigat | 6-3 | feb 2022 | M15 Sharm El Sheikh, Egipt      | World Tennis Tour | Dură      | Matteo Gigante        | 6–3, 4–6, 6–1      |
| Câștigat | 7-3 | mar 2022 | M15 Marrakech, Maroc            | World Tennis Tour | Zgură     | Alexis Musialek       | 6–3, 6-2           |
| Pierdut  | 7-4 | mar 2022 | M15 Marrakech, Maroc            | World Tennis Tour | Zgură     | Edoardo Lavagno       | 4-6, 2-6           |
| Câștigat | 8-4 | aug 2022 | M25 Pitești, România            | World Tennis Tour | Zgură     | Juan Pablo Paz        | 6-3 3-6 6-4        |
| Pierdut  | 8-5 | aug 2022 | M15 Craiova, România            | World Tennis Tour | Zgură     | Cezar Crețu           | 2-6 6-2 2-6        |
| Câștigat | 9-5 | oct 2022 | M25 Gaziantep, Turcia           | World Tennis Tour | Zgură     | Corentin Denolly      | 6-2 6-2            |

#### Dublu: 3 (1–2)
| Legendă (dublu)           |
| ------------------------- |
| ATP Challenger Tour (0–0) |
| Circuitul ITF (1–2)       |

| Titluri după suprafață |
| ---------------------- |
| Dură (0–0)             |
| Zgură (1–2)            |
| Iarbă (0–0)            |
| Covor (0–0)            |

| Rezultat | C–P | Dată     | Turneu                       | Tip               | Suprafață | Partner                 | Adversar                             | Scor             |
| -------- | --- | -------- | ---------------------------- | ----------------- | --------- | ----------------------- | ------------------------------------ | ---------------- |
| Pierdut  | 0–1 | ag 2018  | Romania F10, Curtea de Argeș | Futures           | Zgură     | Nicolae Frunză          | Vasile Antonescu Alexandru Jecan     | 1–6, 3–6         |
| Pierdut  | 0–2 | oct 2019 | M15 Tabarka, Tunisia         | World Tennis Tour | Zgură     | Petru-Alexandru Luncanu | Nicolas Alberto Arreche Franco Feitt | 6–2, 5–7, [6–10] |
| Câștigat | 1–2 | oct 2019 | M15 Tabarka, Tunisia         | World Tennis Tour | Zgură     | Petru-Alexandru Luncanu | Gianmarco Ferrari Niccolo Inserra    | W/O              |